# Sân bay Miyakejima
Sân bay Miyakejima (三宅島空港 Miyakejima Kūkō) (IATA: MYE, ICAO: RJTQ) là một sân bay nằm về phía đông của Miyake 19 km trên đảo Miyakejima, Tokyo, Nhật Bản.
Trong quá khứ, các chuyến bay từ sân bay Haneda đã bị ngừng, khi khu vực này có nồng độ khí lưu huỳnh cao do vụ phun trào núi lửa ngày 14 tháng 7 năm 2000. Các chuyến bay được nối lai từ tháng 4 năm 2008, sau khi nồng độ lưu huỳnh giảm xuống dưới mức 0,2ppm.

## Các hãng hàng không và điểm đến
| Hãng hàng không    | Các điểm đến |
| ------------------ | ------------ |
| All Nippon Airways | Tokyo-Haneda |